# Megaselia tetrica
Megaselia tetrica är en tvåvingeart som beskrevs av Borgmeier 1964. Megaselia tetrica ingår i släktet Megaselia och familjen puckelflugor. Inga underarter finns listade i Catalogue of Life.